# U Chamaeleontis
U Chamaeleontis är en pulserande variabel av Mira Ceti-typ (M)  i stjärnbilden Kameleonten.
Stjärnan har en visuell magnitud som varierar mellan +10,9 och lägre än 14,5 med en period av 338 dygn.